# Сорочинское сельское поселение
Сорочинское се́льское поселе́ние — муниципальное образование в Калачинском районе Омской области Российской Федерации.
Административный центр — село Сорочино.

## История
Статус и границы сельского поселения установлены Законом Омской области от 30 июля 2004 года № 548-ОЗ «О границах и статусе муниципальных образований Омской области».

## Население
| 2010  | 2011  | 2012  | 2013  | 2014  | 2015  | 2016  |
| ----- | ----- | ----- | ----- | ----- | ----- | ----- |
| 2003  | ↘1997 | ↘1966 | ↘1932 | ↘1896 | ↘1878 | ↘1860 |
| 2017  | 2018  | 2019  | 2020  | 2021  | 2023  |       |
| ↘1835 | ↘1819 | ↘1767 | ↘1729 | ↘1691 | ↘1627 |       |

## Состав сельского поселения
| № | Населённый пункт | Тип населённого пункта       | Население |
| - | ---------------- | ---------------------------- | --------- |
| 1 | Большемитькино   | деревня                      | ↘20       |
| 2 | Докучаевка       | деревня                      | ↘180      |
| 3 | Измайловка       | деревня                      | ↘125      |
| 4 | Кирьяновка       | деревня                      | ↘37       |
| 5 | Петровка         | деревня                      | ↘299      |
| 6 | Сорочино         | село, административный центр | ↘1342     |